# Riize
Riize (em coreano: 라이즈; estilizado como RIIZE) é um boy group sul-coreano formado e administrado pela SM Entertainment. O grupo teve sua estréia em 4 de setembro de 2023, com o single "Get A Guitar". É formado atualmente por seis membros, sendo eles: Shotaro, Eunseok, Sungchan, Wonbin, Sohee e Anton. O ex-membro Hong Seunghan se retirou do grupo no dia 11 de outubro de 2024.

## Nome
Riize  uma combinação das palavras 'rise' e 'realize', com a premissa de transmitir a ideia de uma equipe que cresc. Dito isso:  realiza seus sonhos juntos.

## Carreira

### 2023–presente: Formação e estreia
Como parte de uma nova era intitulada "SM 3.0", o CEO da SM Entertainment, Jang Chul-hyuck, anunciou a criação de um novo grupo masculino que incluirá dois ex-integrantes do NCT, Shotaro e Sungchan, tendo sua saída anunciada do grupo em 24 de maio 2023. Em 31 de julho, a SM revelou o nome do grupo e os membros individuais no dia 1º de agosto, através das contas do grupo em redes sociais. Antes de sua estreia, Eunseok e Seunghan eram membros do SM Rookies, enquanto Anton é filho do músico Yoon Sang.
O grupo tem sua estreia programada 4 de setembro de 2023 com seu primeiro álbum single "Get A Guitar". De acordo com a SM, o grupo irá para um gênero pop emocional, pois eles se inspiram nas experiências cotidianas. Em 6 de agosto de 2023, o vídeo da performance de "Siren" foi lançado.

## Membros
- Shotaro (hangul: 쇼타로), nascido Osaki Shotaro (kanji: 大崎将太郎), em Kanagawa, Japão, em 25 de novembro de 2000 (24 anos).
- Eunseok (hangul: 은석), nascido Song Eun-seok (hangul: 송은석), em Seul, Coreia do Sul, em 19 de março de 2001 (24 anos).
- Sungchan (hangul: 성찬), nascido Jung Sung-chan (hangul: 정성찬), em Seul, Coreia do Sul, em 13 de setembro de 2001 (23 anos).
- Wonbin (hangul: 원빈), nascido Park Won-bin (hangul: 박원빈), em Ulsan, Coreia do Sul, em 2 de março de 2002 (23 anos).
- Sohee (hangul: 소희), nascido Lee So-hee (hangul: 이소희), em Siheung, Gyeonggi, Coreia do Sul, em 21 de novembro de 2003 (21 anos).
- Anton (hangul: 앤톤), nascido Lee Chan-young (hangul: 이찬영), em Boston, Massachussets, Estados Unidos, em 21 de março de 2004 (21 anos).

## Discografia

### Álbuns singles
| Título       | Detalhes | Maior posição nas paradas | Maior posição nas paradas | Vendas                 |
| Título       | Detalhes | KOR                       | JPN                       | Vendas                 |
| ------------ | --- | ------------------------- | ------------------------- | ---------------------- |
| Get a Guitar | - Lançamento: 4 de setembro de 2023 - Gravadora: SM Entertainment, RCA Records - Formatos: CD, download digital, streaming | 2                         | 6                         | - : 689.600 - : 22.382 |

### Singles
| Título       | Ano  | Paradas | Paradas | Álbum        |
| Título       | Ano  | KOR     | JPN     | Álbum        |
| ------------ | ---- | ------- | ------- | ------------ |
| Memories     | 2023 | 99      | —       | Get a Guitar |
| Get a Guitar | 2023 | 72      | 98      | Get a Guitar |